# 坪林尾橋
坪林尾橋，又稱坪林舊橋，為臺灣新北市坪林區的梁橋，建造於日治時期明治四十三年（1910年），曾為臺北市至宜蘭市必經之橋梁，為直轄市定古蹟。

## 坪林舊橋沿革
- 興建年代：明治四十三年（1910年）[2]，設計者為十川嘉太郎。
- 完工通車：大正元年（1912年）[2]。
- 修復時間：第一座橋墩曾於大正十三年（1924年）間遭洪水沖毀流失，旋由日方派工程師浦田佐先生來台，配合協助本地百姓完成修復屹立至今。[2]
- 功成身退：1998年7月24日，坪林拱橋（又名坪林景觀橋）完工通車，正式取代坪林舊橋扮演鄉內交通橋樑角色，目前僅供人行與機車通行使用。[2]
- 百廢待興：2006年11月21日遭工程毀損，正待指定古蹟後予以修繕。

## 建築特色
- 建築在北勢溪上游岩盤上，以岩盤為基底，地基略淺。為保護橋墩穩固，採用船形破水式橋墩，橋墩與溪水流方向未成直角交會，而是斜斜交會，以減少水流對橋墩的衝撞力。
- 根據溪水的水流速度不同，每根橋墩的方向都不一樣，展現建築工藝智慧。
- 日本建築師採用對稱圖形建造坪林舊橋，類似巴洛克式建築的風格，巴洛克風格源自於歐洲的義大利，曾在17世紀風行各國。日人引進此風格，隱含象徵著權力、財富與殖民，在建築上之展現。
- 戰時物資缺乏，故水泥及鋼筋皆來自於日本本土，且鋼筋十分纖細；其餘建材諸如砂石等，於北勢溪就地取材，呈現1914年第一次世界大戰之前克勤克儉的節約風格。

## 環境特徵
- 北勢溪水過坪林舊橋後，產生石灘，水花顯現白光，佐以青綠澄澈溪水，加以舊橋的巴洛克式風格，展現出迷人的旖旎風景。
- 2006年11月21日以前，坪林舊橋西岸仍為森林一片，森林側有迴旋式的樓梯通下通觀魚步道，景色優美。

## 提報古蹟
- 因當時的坪林鄉公所於旁邊興築國中路至北宜公路銜接橋[3]，拆除既有觀魚步道。後欲復建，遂故意拆除古橋部分。
- 2007年9月19日：地方人士向當時的台北縣政府文化局反映破壞古蹟乙事，約莫十月中文化局始告知[4]坪林舊橋並非法律上古蹟，縱使文化價值高，仍無文化資產保存法之適用。
- 2007年10月22日：地方人士立即提報坪林舊橋為古蹟。
- 2007年11月9日：當時的臺北縣政府文化局將坪林舊橋列為暫定古蹟。
- 2008年8月19日：報載已列入縣定古蹟。[5]
- 2008年9月16日：公告為縣定古蹟，正名為「坪林尾橋」。[6]

## 相關文獻
- 坪林鄉公所製，《坪林舊橋沿革（記事）》石碑，2000年5月。
- 台北縣坪林鄉公所，《坪林鄉志》（台北：坪林鄉公所，2002年6月），頁387-388。
- 台北縣坪林鄉公所，《歲月》（台北：坪林鄉公所，2008年7月），頁21-22。
- 二村　悟・後藤　治，《台北縣坪林郷：坪林舊橋について》，都市與建築保存之相關法令與技術－中日國際研究交流座談会，国立文化資産保存研究中心センター，国立台湾科技大学、国立科学博物館産業技術史資料情報センター・工学院大学建築系,pp30–33,2006.11。[7]
- 王奕晟，《論文化資產保存法暫定古蹟程序之利弊－從台北縣坪林尾橋指定古蹟案談起》，2008年11月。[8]